# Saison 10 des Goldberg
Chronologie
Saison 9 —
Cet article présente le guide des épisodes de la dixième et dernière saison de la série télévisée américaine Les Goldberg.

## Généralités
- Aux États-Unis, cette neuvième saison a été diffusée depuis le 21 septembre 2022 sur le réseau ABC.
- Au Canada, elle est diffusée en simultané ou en différé sur CTV 2.

## Distribution

### Acteurs principaux
- Wendi McLendon-Covey (VFB : Delphine Moriau) : Beverly Goldberg
- Sean Giambrone (en) (VFB : Tim Belasri) : Adam Goldberg (jeune)
- Troy Gentile (VFB : Thibaut Delmotte) : Barry Goldberg
- Hayley Orrantia (VFB : Claire Tefnin) : Erica Goldberg
- Patton Oswalt (VFB : Philippe Allard) : Adam Goldberg (voix off adulte)
- Sam Lerner (VFB : Antoni Lo Presti) : Geoff Schwartz

## Épisodes

### Épisode 1:Jusqu'au bout du rêve
- États-Unis /  Canada : 21 septembre 2022 sur ABC / CTV 2

### Épisode 2:Savoir ou ne pas savoir
- États-Unis /  Canada : 28 septembre 2022 sur ABC / CTV 2

### Épisode 3:Acquis mal acquis
- États-Unis /  Canada : 5 octobre 2022 sur ABC / CTV 2

### Épisode 4:L'homme de la maison
- États-Unis /  Canada : 12 octobre 2022 sur ABC / CTV 2

### Épisode 5:Devenir oncle
- États-Unis /  Canada : 19 octobre 2022 sur ABC / CTV 2

### Épisode 6:Le Dave Kim de New-York
- États-Unis /  Canada : 26 octobre 2022 sur ABC / CTV 2

### Épisode 7:Peur de vieillir
- États-Unis /  Canada : 2 novembre 2022 sur ABC / CTV 2

### Épisode 8:Il faut sauver Thanksgiving
- États-Unis /  Canada : 16 novembre 2022 sur ABC / CTV 2

### Épisode 9:Porté disparu
- États-Unis /  Canada : 30 novembre 2022 sur ABC / CTV 2

### Épisode 10:Le pire Grinch de l'histoire
- États-Unis /  Canada : 7 décembre 2022 sur ABC / CTV 2

### Épisode 11:Quatre hommes et un bébé
- États-Unis /  Canada : 11 janvier 2023 sur ABC

### Épisode 12:Amadénouille
- États-Unis /  Canada : 18 janvier 2023 sur ABC / CTV 2

### Épisode 13:Solidarité maternelle
- États-Unis /  Canada : 15 février 2023 sur ABC / CTV 2

### Épisode 14:Infidélité chez les Goldberg
- États-Unis /  Canada : 22 février 2023 sur ABC / CTV 2

### Épisode 15:Le béguin
- États-Unis /  Canada : 1er mars 2023 sur ABC / CTV 2

### Épisode 16:La meilleure Annie
- États-Unis /  Canada : 8 mars 2023 sur ABC / CTV 2

### Épisode 17:Une journée avec Muriel
- États-Unis /  Canada : 15 mars 2023 sur ABC / CTV 2

### Épisode 18:Le club d'écriture
- États-Unis /  Canada : 5 avril 2023 sur ABC / CTV 2

### Épisode 19:Des fleurs pour Barry
- États-Unis /  Canada : 12 avril 2023 sur ABC / CTV 2

### Épisode 20:Les petits pots de Beverly
- États-Unis /  Canada : 19 avril 2023 sur ABC / CTV 2

### Épisode 21:L'entremetteuse
- États-Unis /  Canada : 26 avril 2023 sur ABC / CTV 2

### Épisode 22:En route vers le futur
- États-Unis /  Canada : 3 mai 2023 sur ABC / CTV 2